# Romualda Baudouin de Courtenay
Romualda Baudouin de Courtenay, nacida Bagnicka (en ruso: Ромуальда Ромуальдовна Бодуэн де Куртенэ; Oleksandrivka, Kiev, 15 de noviembrejul./ 27 de noviembre de 1857greg. - Varsovia, 26 de febrero de 1935) fue una historiadora polaca especializada en asuntos rusopolacos que le llevó a publicar libros, diarios y artículos académicos.
Estuvo casada con el lingüista Jan Baudouin de Courtenay y fue madre de Cezaria Baudouin de Courtenay.

## Biografía
Romualda Bagnicka nació según el calendario juliano el 15 de noviembre de 1857 en el poblado de Oleksandrivka (actual Oleksandrivka, Kirovogrado, Ucrania), entonces parte de la gobernación de Kiev, Imperio ruso en el seno de una familia polaca formada por el doctor Romualdo Ragnicki y su esposa Anna Gluchowska.
Durante su infancia, su madre abandonó a su padre y crio a los tres hijos de la pareja: Romualda, su hermana Janicki y su hermano Darius, sola. En este tiempo se trasladaron a la capital imperial, San Petersburgo. A comienzos de la década de 1870, acudió a las clases del gymnasium de San Petersburgo. En 1878 comenzó sus estudios en los cursos Bestúzhev, que se inauguraron ese mismo año. En estos cursos conocería a su futuro marido, Jan Baudouin de Courtenay.
En 1882 se casó con Jan, cambiando su apellido a Romualda Baudouin de Courtenay. De 1885 a 1898 escribió un extenso diario conocido como Notas de los niños y memorias familiares en el que describía detalladamente el desarrollo de sus propios hijos y las vivencias familiares. Poco después de empezar el diario, comenzó a escribir y publicar artículos en una larga lista de publicaciones especializadas. De 1893 a 1900, sus publicaciones sobre la vida social y artística en Cracovia y Galicia se publicaron en la revista de San Petersburgo Kraj, bajo seudónimo. A partir de 1901, comenzó a publicar en la misma revista un reporte anual de la vida artística y exhibiciones en la capital. 
De 1905 a 1911 publicó artículos sobre temas que afectaban al cuerpo de la mujer como manera de proteger los intereses femeninos y abogar por la igualdad en las revistas Ster (Varsovia) y Związek Kobiet (San Petersburgo). Al mismo tiempo, comenzó a tomar parte en movimientos de activismo social como con la lucha contra el alcoholismo. También participó en varias organizaciones, como la Asociación Polaca Femenina de Asistencia Científica, la Sociedad Polaca para Ayuda a las Víctimas de Guerra o el Círculo de Ayuda a los Presos.

### Vida privada
Romualda se casó con Jan Baudouin de Courtenay en 1882. Del matrimonio nacieron 5 hijos:
- Cezaria Baudouin de Courtenay, más tarde Cezaria Jędrzejewiczowa (1885–1967). Profesora de etnografía en la Universidad de Varsovia.
- Sofía Baudouin de Courtenay (1887–1967), pintora y escultora afincada en Częstochowa.
- Sviatoslav Baudouin de Courtenay (1889–1961), letrado y diplomático
- Ewelina Baudouin de Courtenay (1892–1984), más tarde Ewelina Małachowska-Łempicka, historiadora, casada con el conde Stanisław Jan Małachowski-Łempicki (1884–1959)
- María Baudouin de Courtenay (1897–1945), más tarde María Kieresant-Wiśniewska, letrada, esposa del doctor Sławomir Kieresant-Wiśniewski.

## Obra
- Sylwetki polityczne: ksiądz Stanisław Stojałowski, Ignacy Daszyński, Jakób Bojko, Jan Stapiński, Karol Lewakowski (Cracovia 1897)
- Korespondencja poufna ex-agenta dyplomatycznego z damą 1813-1819 (Cracovia 1886)
- Nowe materyały do dziejów Kościuszki (Kraków 1889)

Traducciones
- Djarjuszek moskiewski lwowianina z r. 1606 de Władysław Łoziński al ruso.